# 런던 독립운동

런던 지역의 2016년 영국 유럽 연합 회원국 국민투표 결과도

런던 독립운동은 그레이터 런던이 영국으로부터 독립하려는 운동이다.
2016년 영국 유럽 연합 회원국 국민투표 이전에는 런던 지역도 스코틀랜드처럼 자치권을 얻어야 한다는 운동이 있었다.
2016년 영국 유럽 연합 회원국 국민투표 결과 잉글랜드는 브렉시트 찬성이 우세했지만 그레이터런던의 대부분 지역은 그레이터런던 외곽 일부를 제외하고 대부분 유럽 연합 잔류를 선택했다.
그래서 런던에 위치한 세계적인 기업들이 EU에 남기 위해 영국을 떠날 것이라는 사실이 알려지자 런던 시민들은 영국으로부터 독립해 싱가포르와 같은 도시국가가 되어야 한다고 주장하기 시작했다.

## 같이 보기
- 스코틀랜드 독립운동
- 런던 의회
- 시티오브런던 법인